# Alken-Maes
Pour les articles homonymes, voir Maes.

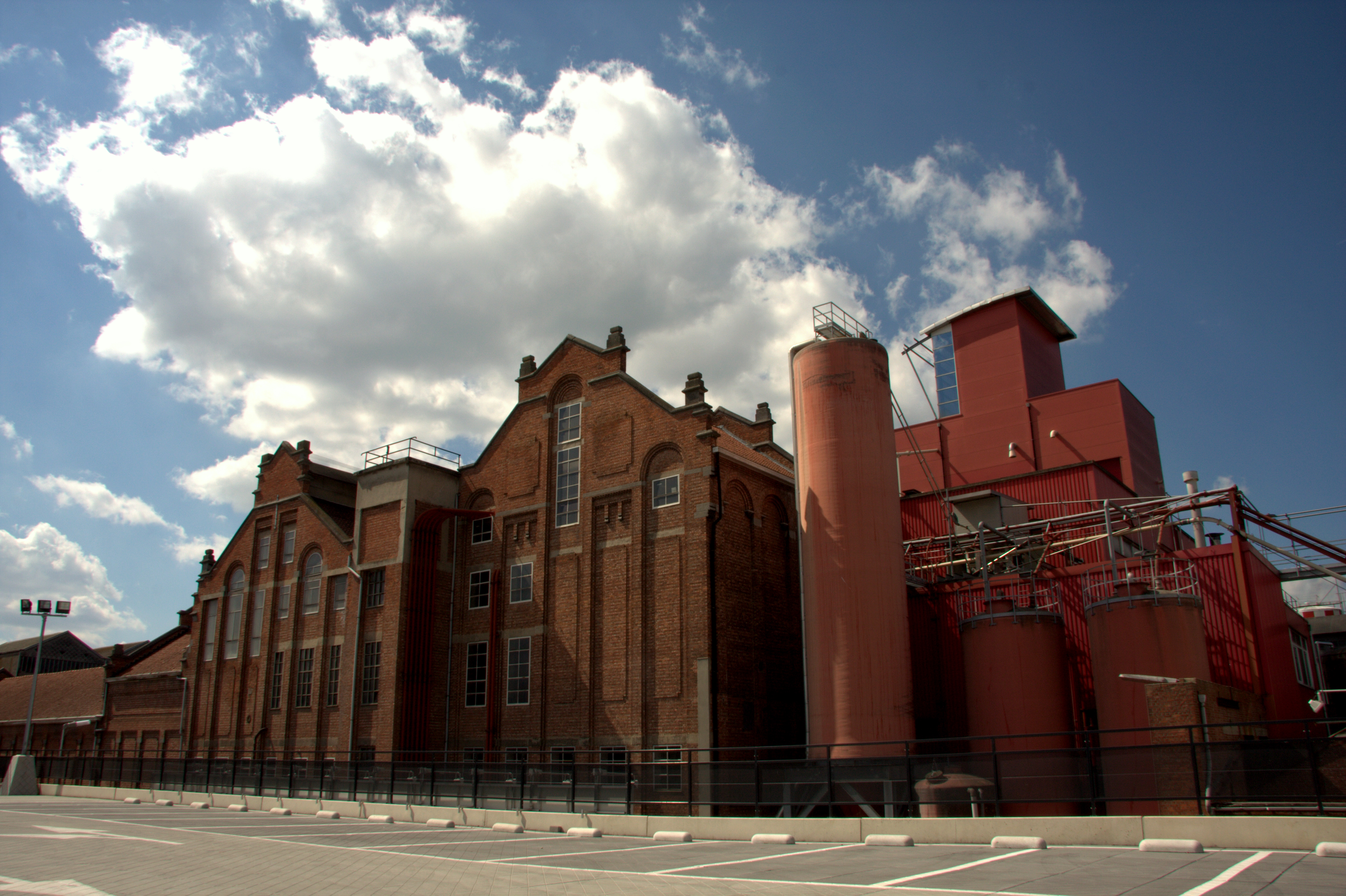
La brasserie Alken-Maes d'Alken

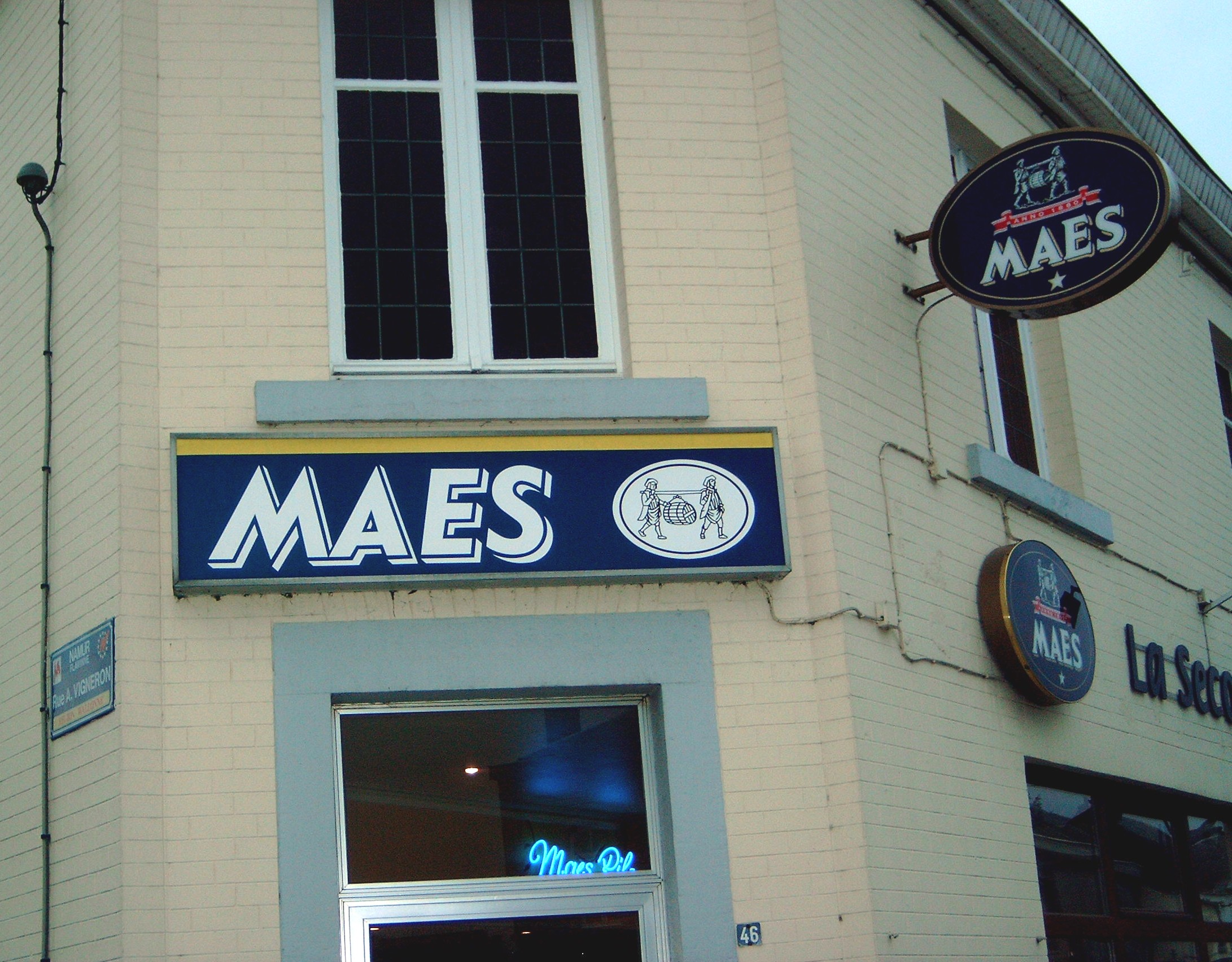
Enseigne au nom de Maes

Alken-Maes est une entreprise brassicole belge créée en 1988 lors de la fusion des brasseries Maes et Alken. Ayant par le passé appartenu à BSN Gervais-Danone puis à Scottish & Newcastle, elle fait partie désormais du groupe Heineken.

## Histoire

### Brasserie Alken
En 1881, Arthur Boes et Jozef Indekeu fondent la Brasserie Sainte-Aldegonde à Alken. La Cristal Alken est lancée en 1928 sur le modèle des bières pils tchécoslovaques. La brasserie Alken s'étend en rachetant certaines brasseries locales, telle la brasserie Glibert-Vanham (GéVé) de Braine-l'Alleud en 1971. Elle est reprise en 1978 par le groupe français BSN (futur groupe Danone), qui possède Kronenbourg.

### Brasserie Maes
En 1880, Egide Maes se porte acquéreur de la brasserie Sint-Michiels située à Waarloos. Après le succès de la bière Prima-Maezenbier, lancée en 1930, la pils Maes voit le jour en 1946. La brasserie passe dans les mains du groupe anglais Watney Man de 1969 à 1986, date à laquelle elle est reprise par Belgian United Beverages, société contrôlée à 51 % par M. Théo Maes (l'arrière-arrière-petit-fils du fondateur), et à 49 % par le groupe Ackermans & van Haaren.
La marque de bière Grimbergen est lancée en 1957, à la veille de l'exposition universelle belge, afin de compléter la gamme.
En 1978, Maes se diversifie en rachetant la Brasserie de l'Union (basée à Jumet), spécialisée dans les bières d'abbaye. Elle y transfère alors la production de Grimbergen.

### Fusion Alken-Maes
En 1988, Maes est troisième sur le marché de la bière en Belgique et Alken quatrième. Ils décident d'unir leurs activités, quatre mois après l'annonce du regroupement des deux premières entreprises du secteur, Artois et Piedboeuf.
À l'issue de la fusion, Alken-Maes est détenue à moitié par BSN et par Belgian United Beverages. En 1993, Théo Maes se désengage et revend ses parts à BSN, qui détient alors 85 % de l'entreprise.
Le groupe, produisant majoritairement de la pils, souhaite se diversifier et prend en 1989 une participation de 50 % dans la brasserie de Keersmaeker, située à Kobbegem, qui produit la Mort Subite.

### Alken-Maes au sein d'entreprises multinationales
En 2000, quelques mois après avoir racheté au groupe Interbrew les bières Ciney et Brugs, et pris le contrôle de la totalité de la brasserie de Keersmaeker, Alken-Maes est revendu, ainsi que les Brasseries Kronenbourg, par le groupe Danone au groupe anglais Scottish & Newcastle. En 2002, la brasserie Louwaege de Kortemark rejoint Alken-Maes, apportant avec elle la bière Hapkin, qui est ensuite produite à Jumet.
En 2003, Scottish & Newcastle décide de fermer la brasserie historique de Maes, à Waarloos, et transfère la production à Alken. Il fait de même en 2007 avec la brasserie de l'Union à Jumet, qui produit les bières Grimbergen, Ciney, Hapkin, Judas, Scotch Watneys et Red Barrel.
Puis en 2008, lors du découpage de Scottish & Newcastle par Carslberg et Heineken, Alken-Maes passe dans le giron d'Heineken,.

## Trois sites en Belgique
Alken-Maes possède trois unités de production en Belgique. Le site principal se trouve à Alken. Les deux autres sites de production sont la brasserie Affligem à Affligem et la brasserie Mort Subite à Kobbeghem. L'embouteillage et la distribution sont réalisés sur le site d'Alken.

## Bières
La société Alken Maes détient plusieurs bières au niveau de la Belgique dont Maes, Cristal, Grimbergen, Mort Subite. Alken Maes propose également une version sans alcool.

### Productions
1. Affligem
2. Brugs
3. Cara Pils
4. Ciney Blonde
5. Ciney Brune
6. Ciney Spéciale
7. Cristal
8. Cristal 1928
9. Desperados
10. Faro Alken
11. Foster's
12. Freedom Pils
13. Golding Campina
14. Grimbergen Blond
15. Grimbergen Cuvée de l'Ermitage
16. Grimbergen Cuvée Spéciale
17. Grimbergen Dorée
18. Grimbergen Dubbel
19. Grimbergen Optimo Bruno
20. Grimbergen Tripel
21. Hapkin
22. Judas
23. Maes Extra Malt
24. Maes Nature
25. Maes Pils
26. Maes Radler
27. Maes Zero
28. Mort Subite
29. Scottish Courage Slalom Strong
30. Red Barrel
31. Tourtel Blond
32. Watneys
33. Zulte